# Rádio Petrov
Rádio Petrov byla brněnská privátní rozhlasová stanice pokrývající výraznou část regionu jižní Moravy. Začala vysílat od 1. 1. 2002, kdy v éteru nahradila Rádio Brno. Zaměřovala se na hudební formát typu „czech conservative“ (Melodie / Šlágr). Hrála převážně známé české melodie a zahraniční hity pro střední a starší generaci.
Rádio Petrov 30.dubna 2020 okolo 21:20 po 18 letech vysílání skončilo. Na jeho frekvenci od 1.května 2020 vysílá celoplošné Rádio Blaník. Web radiopetrov.com nyní přesměrovává na oficiální stránky Rádia Blaník.

## Bývalé vysílací frekvence
- Brno 103,4 MHz
- Blansko 103,4 MHz
- Boskovice 94,2 MHz
- Hodonín 92,8 MHz
- Jihlava 98 MHz
- Svitavy 92,9 MHz
- Třebíč 104,8 MHz
- Velké Meziříčí 105,7 MHz
- Vyškov 98,4 MHz
- Znojmo 92,8 MHz
- Žďár nad Sázavou 98,0 MHz